# Youtopia
Youtopia è un film del 2018 diretto da Berardo Carboni.

## Trama
Ernesto, 60 anni, farmacista, conduce una doppia vita: marito e padre in quella pubblica, ossessionato dal sesso e dal possesso in quella segreta. Laura è un'insegnante di fitness disoccupata, depressa e sempre più dedita all'alcool, vive con l'anziana madre malata e la giovane figlia diciottenne Matilde. Sommersa dai debiti, sta per perdere la casa perché non può pagare il mutuo. Matilde le dà tutti i guadagni fatti con il suo lavoro segreto, la webcam girl. Ma internet, oltre a essere la sua fonte di guadagno, è anche il suo rifugio, ogni volta che si collega al suo gioco on line preferito, dove ha forse anche trovato qualcosa che potrebbe essere il vero amore. La realtà però è molto diversa. I soldi non bastano e per non perdere tutto e aiutare la madre, Matilde decide di mettere all'asta la sua verginità sul deep web. Le offerte iniziano ad arrivare, e quando Ernesto si imbatte nell'annuncio, rilancia, chiedendo a Matilde di poterla vedere per fare la sua offerta definitiva.

## Produzione
Le parti del film relative al gioco on line in cui si rifugia la protagonista sono realizzate in animazione digitale secondo lo stile dei machinima.

## Distribuzione
Il film è stato selezionato come film d'apertura agli Incontri Internazionali del Cinema di Sorrento, dove è stato presentato in anteprima il 18 aprile 2018.
La pellicola è stata distribuita nelle sale cinematografiche italiane a partire dal 25 aprile 2018.
Il film è stato distribuito per il mercato home video e in digital download nei formati DVD e Blu-ray Disc, disponibili in Italia dal 9 agosto 2018.

## Accoglienza

### Critica
La critica cinematografica italiana ha accolto il film in maniera per lo più positiva, con alcune entusiastiche eccezioni, qui lodando la regia di Carboni.
(Maurizio Acerbi, recensione su Il Giornale, 26 aprile 2018)
Oppure gli aspetti sociali dell'opera.
(Jack Bristow, recensione su Rolling Stone Italia, 25 aprile 2018)
Molto apprezzata l'interpretazione di Matilda De Angelis: l'attrice, che per esigenze di copione mostra il suo seno in numerose scene, ha rivelato di essersi preparata appositamente con una body coach.
(Maurizio Ermisino, recensione su Movieplayer.it, 25 aprile 2018)
(Aurelio Vindigni Ricca, recensione su Everyeye.it, 27 aprile 2018)

## Promozione
Il 21 febbraio 2018 il poster ufficiale del film è stato pubblicato su Vanity Fair Italia.
Il 19 marzo 2018 è stato diffuso online il primo teaser trailer del film su Repubblica.it.